# نيكولا تشيريتش
نيكولا تشيريتش مواليد 2 أغسطس 1983 في بلغراد، جمهورية يوغوسلافيا الاشتراكية الاتحادية، هو لاعب كرة مضرب صربي بدأ مسيرته كمحترف سنة 2000 يلعب باليد اليسرى. أعلى تصنيف له في الفردي كان المركز الـ 151 في سنة 2011. أعلى تصنيف له في الزوجي كان المركز الـ 168 في سنة 2012.

## روابط خارجية
- نيكولا تشيريتش على موقع رابطة محترفي التنس (الإنجليزية)
- نيكولا تشيريتش على موقع الاتحاد الدولي لكرة المضرب (الإنجليزية)
- نيكولا تشيريتش على موقع كأس ديفيز (الإنجليزية)
- نيكولا تشيريتش على موقع خلاصة التنس.كوم (الإنجليزية)